# Mont-de-l'If
Pour les articles homonymes, voir Mont.
Mont-de-l'If est une ancienne commune française située dans le département de la Seine-Maritime en Normandie.
La commune fusionne avec trois autres le 1er janvier 2016 pour former la commune nouvelle de Saint-Martin-de-l'If et prend à cette date le statut de commune déléguée.

## Géographie

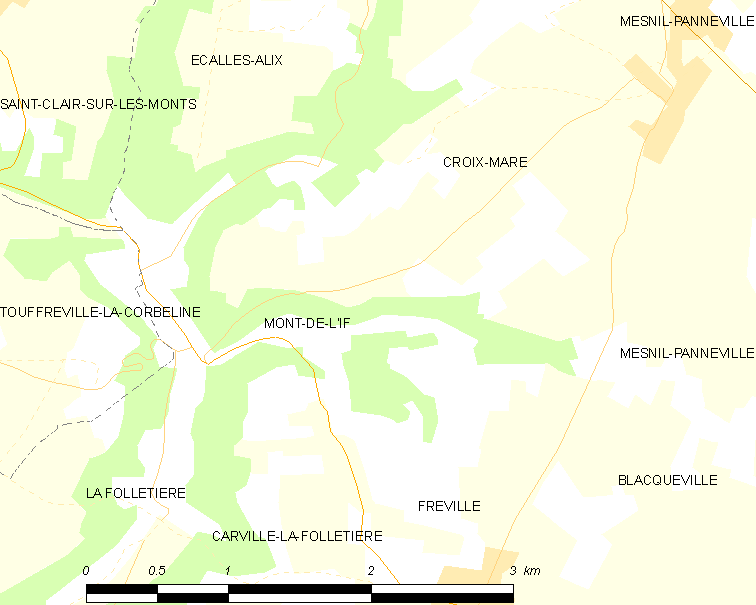
Carte de l'ancienne commune de Mont-de-l'If.
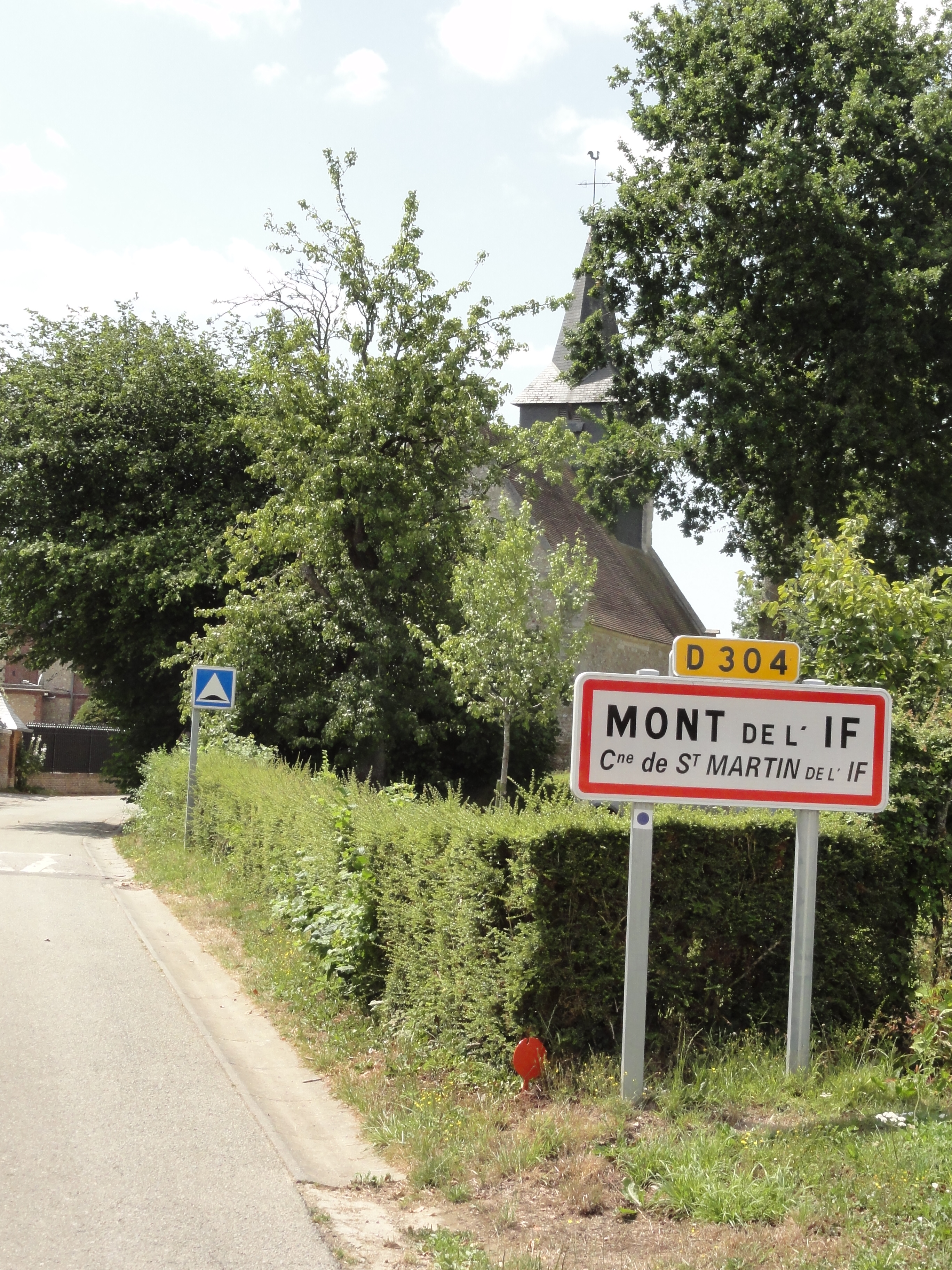
Entrée de Mont-de-l'If, commune de Saint-Martin-de-l'If.
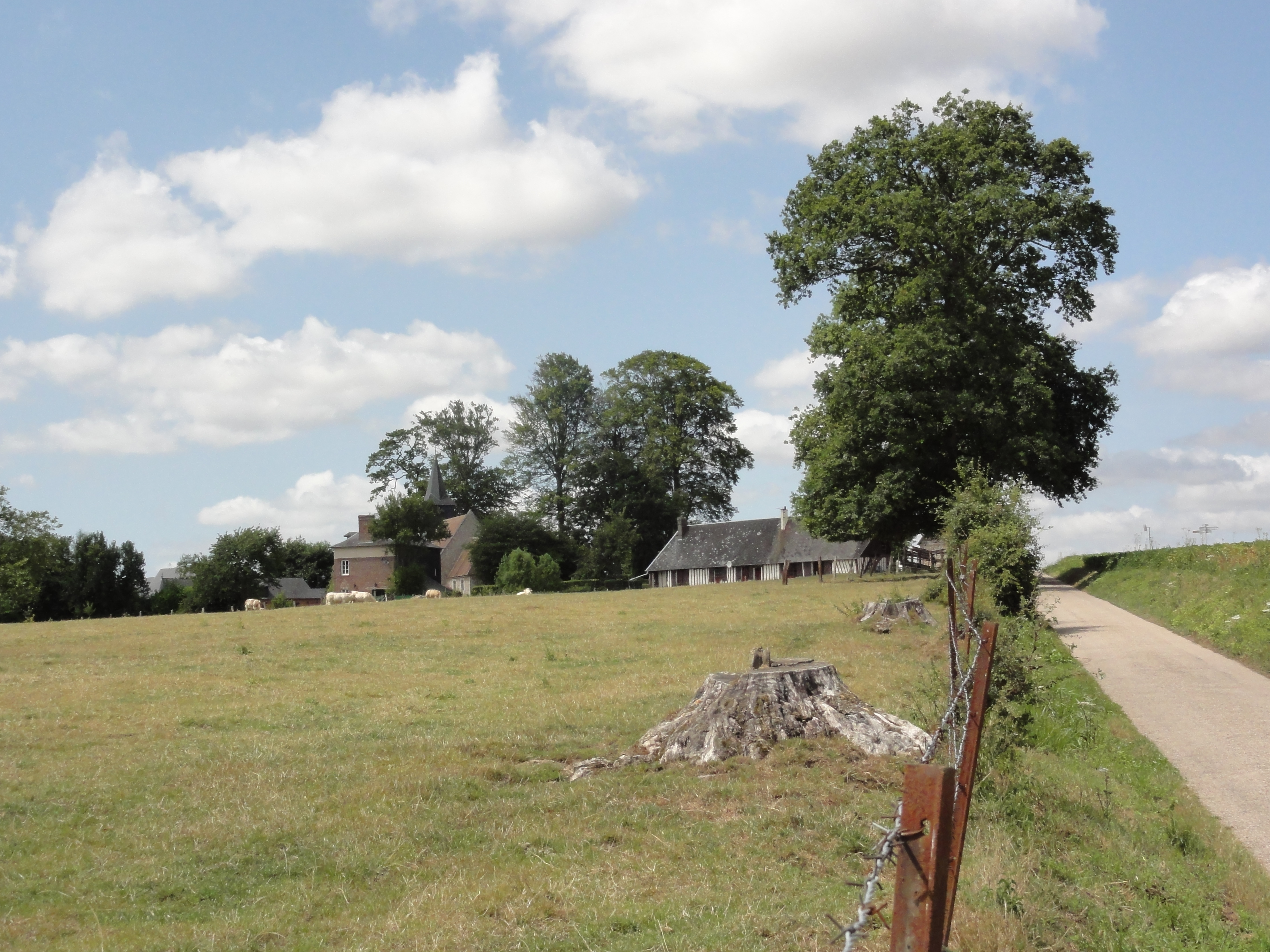
Paysage avec vue du village.

## Toponymie
Le nom de la localité est attesté sous la forme Mondelif en 1211, Mont de Lif en 1793, Mont-de-l'If en 1801.

## Histoire
Le 1er janvier 2016, les communes de Betteville, La Folletière, Fréville et Mont-de-l'If ont été regroupées par un arrêté préfectoral du 7 décembre 2015 pour former la commune nouvelle de Saint-Martin-de-l'If, et elles sont devenues à cette occasion des communes déléguées,,.

## Démographie
L'évolution du nombre d'habitants est connue à travers les recensements de la population effectués dans la commune depuis 1793. À partir du 1er janvier 2009, les populations légales des communes sont publiées annuellement dans le cadre d'un recensement qui repose désormais sur une collecte d'information annuelle, concernant successivement tous les territoires communaux au cours d'une période de cinq ans. 
Pour les communes de moins de 10 000 habitants, une enquête de recensement portant sur toute la population est réalisée tous les cinq ans, les populations légales des années intermédiaires étant quant à elles estimées par interpolation ou extrapolation. Pour la commune, le premier recensement exhaustif entrant dans le cadre du nouveau dispositif a été réalisé en 2007,.
En 2013, la commune comptait 102 habitants, en évolution de +5,15 % par rapport à 2008 (Seine-Maritime : +0,48 %, France hors Mayotte : +2,49 %).
| 1793 | 1800 | 1806 | 1821 | 1831 | 1836 | 1841 | 1846 | 1851 |
| ---- | ---- | ---- | ---- | ---- | ---- | ---- | ---- | ---- |
| 271  | 287  | 315  | 296  | 322  | 311  | 313  | 295  | 275  |

| 1856 | 1861 | 1866 | 1872 | 1876 | 1881 | 1886 | 1891 | 1896 |
| ---- | ---- | ---- | ---- | ---- | ---- | ---- | ---- | ---- |
| 232  | 226  | 235  | 236  | 225  | 172  | 145  | 149  | 121  |

| 1901 | 1906 | 1911 | 1921 | 1926 | 1931 | 1936 | 1946 | 1954 |
| ---- | ---- | ---- | ---- | ---- | ---- | ---- | ---- | ---- |
| 143  | 122  | 111  | 83   | 84   | 95   | 79   | 90   | 110  |

| 1962 | 1968 | 1975 | 1982 | 1990 | 1999 | 2007 | 2011 | 2013 |
| ---- | ---- | ---- | ---- | ---- | ---- | ---- | ---- | ---- |
| 91   | 66   | 53   | 52   | 83   | 96   | 100  | 100  | 102  |

## Culture locale et patrimoine

### Lieux et monuments
- Église de la Trinité, édifice des XIIe et XIIIe siècles.
- Monument aux morts.
- croix du cimetière.

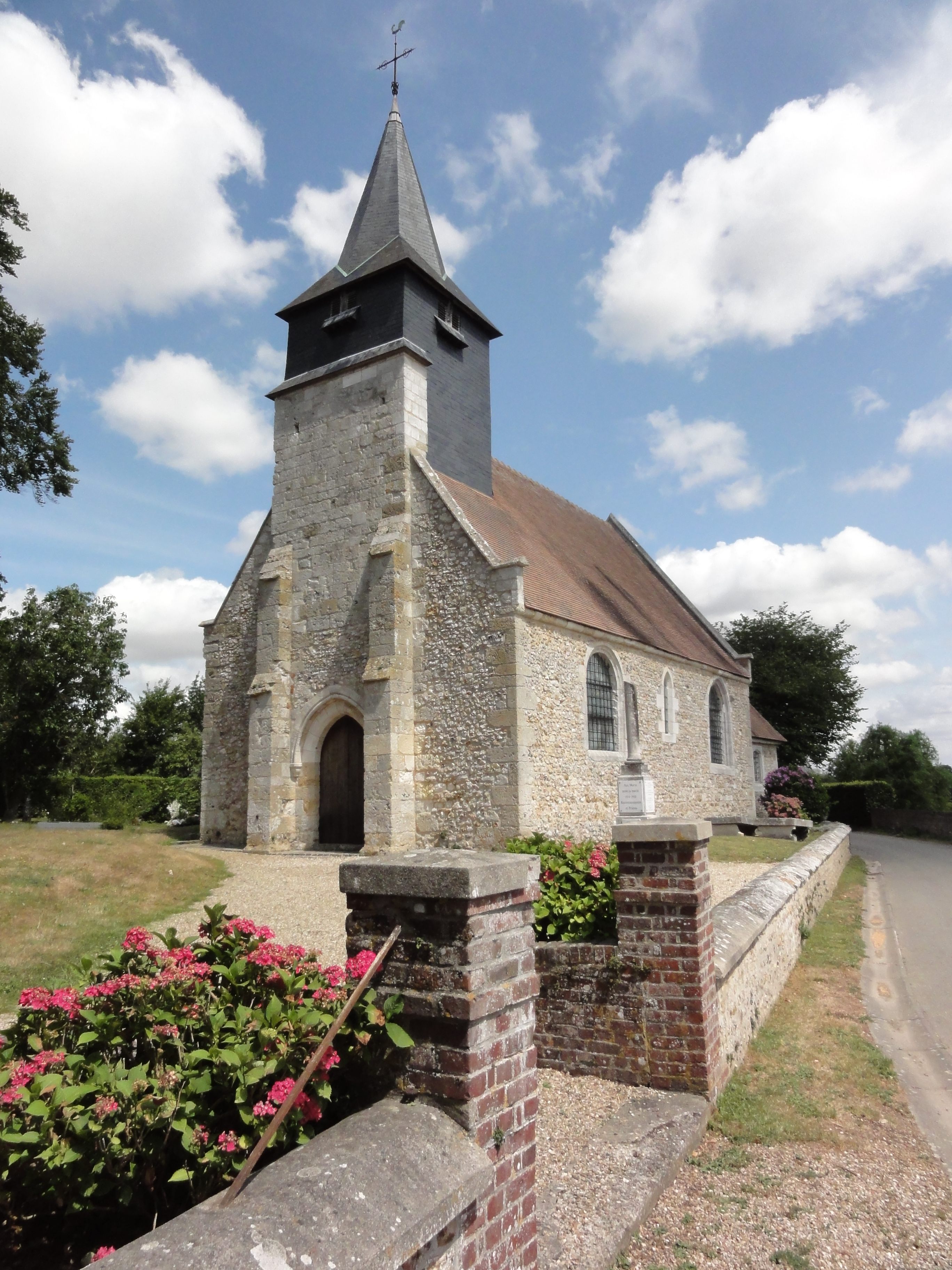
Église de la Trinité.
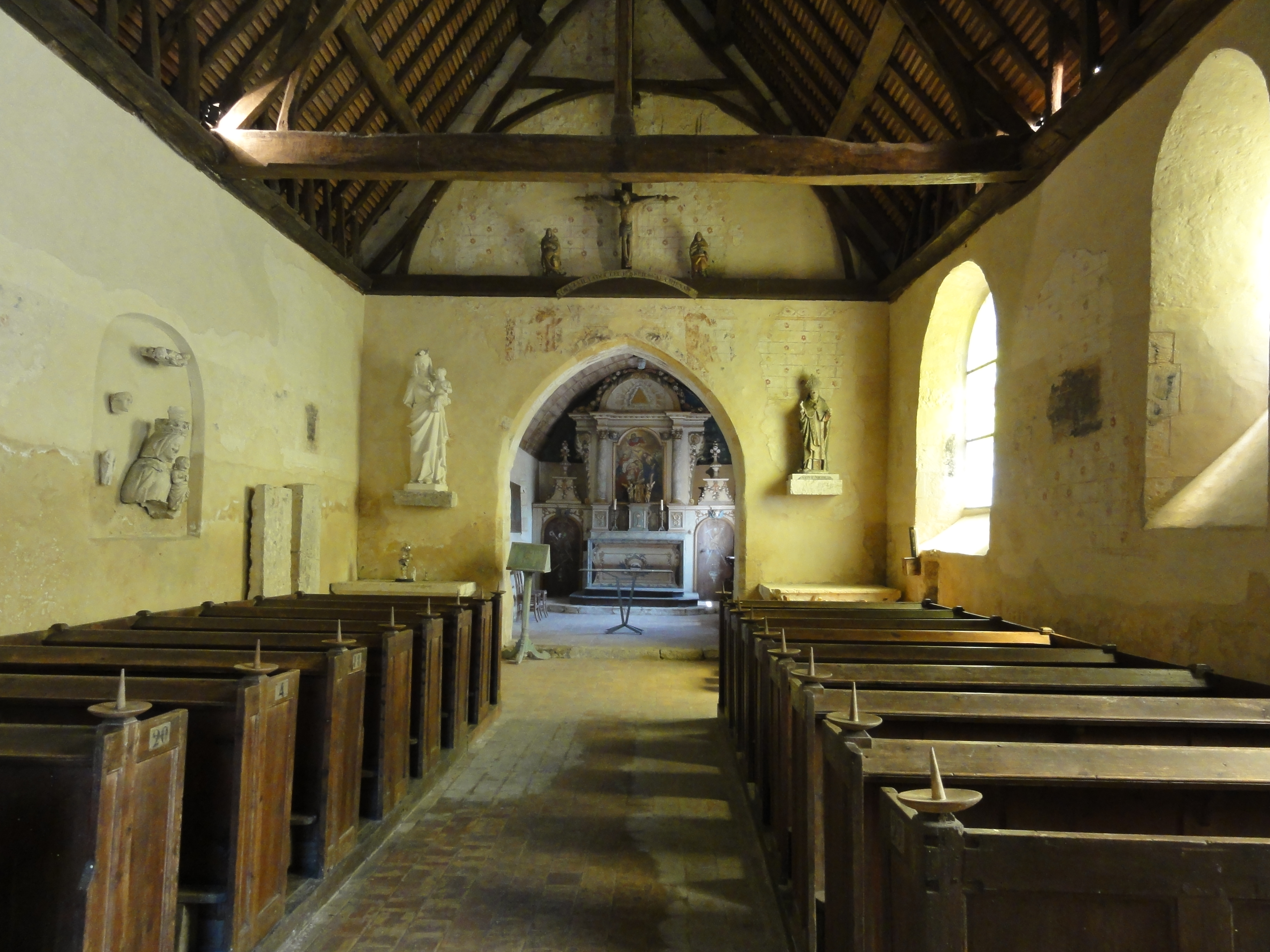
Nef de l'église.
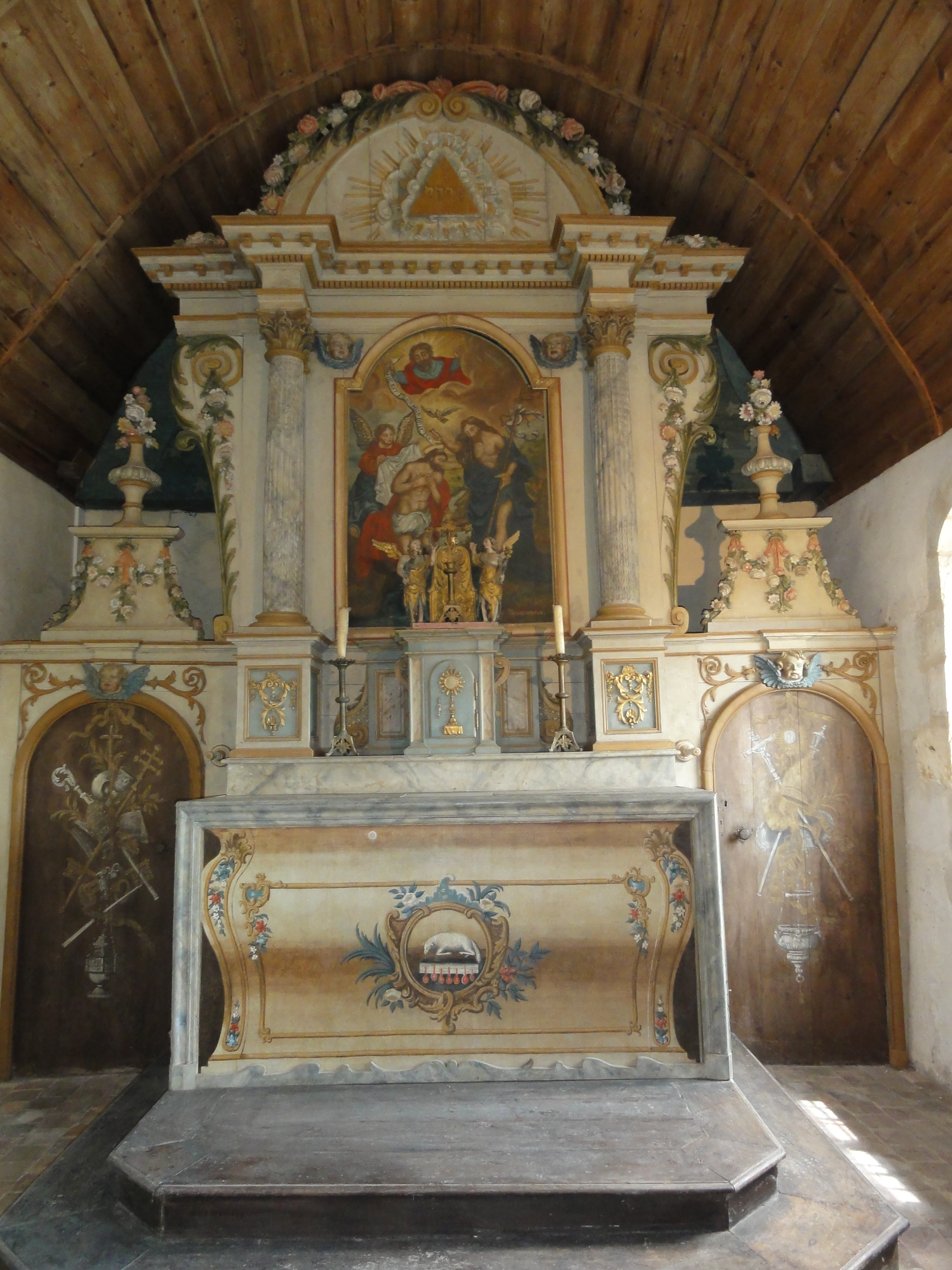
Autel et retable dans l'église.
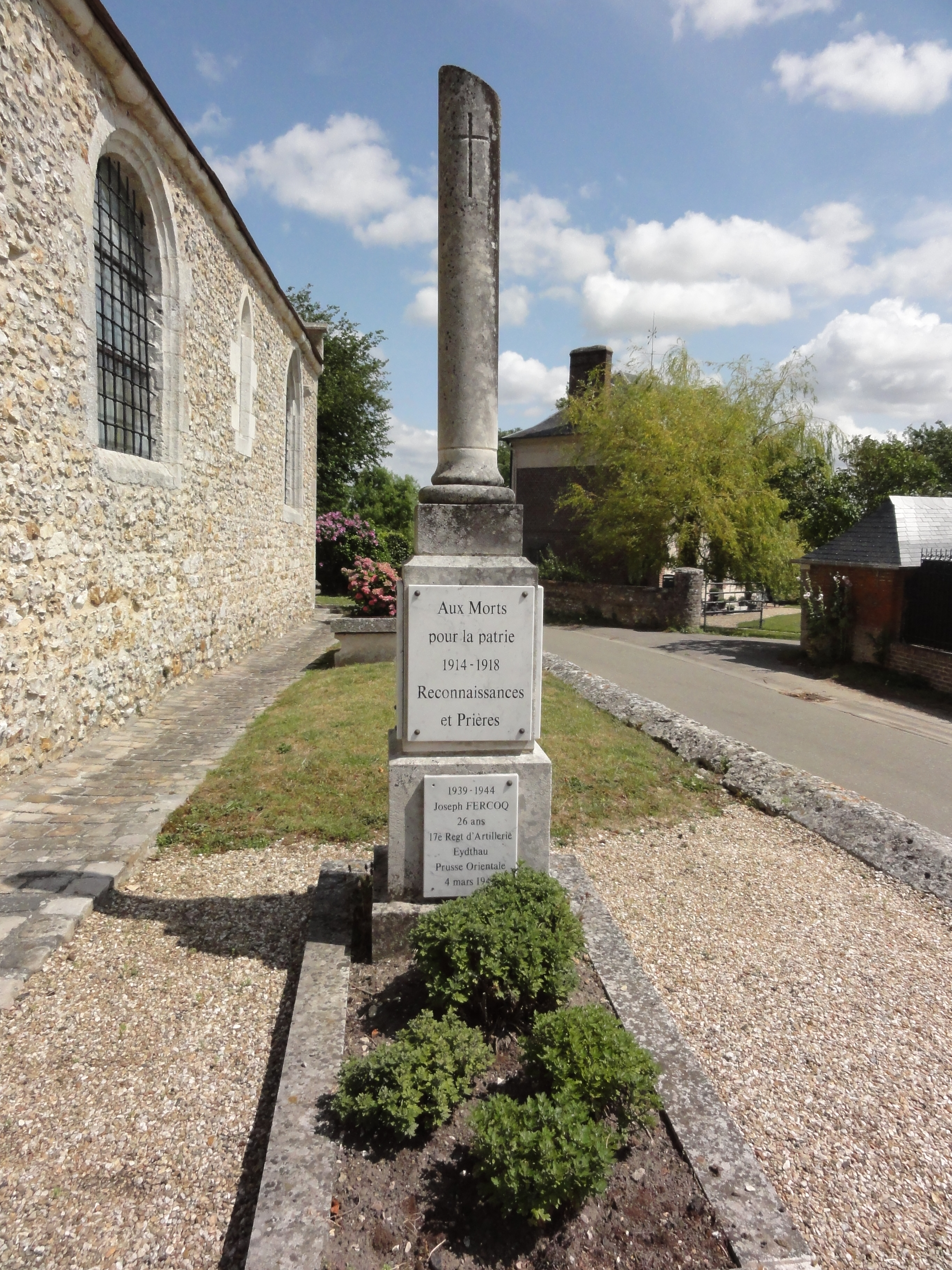
Monument aux morts.
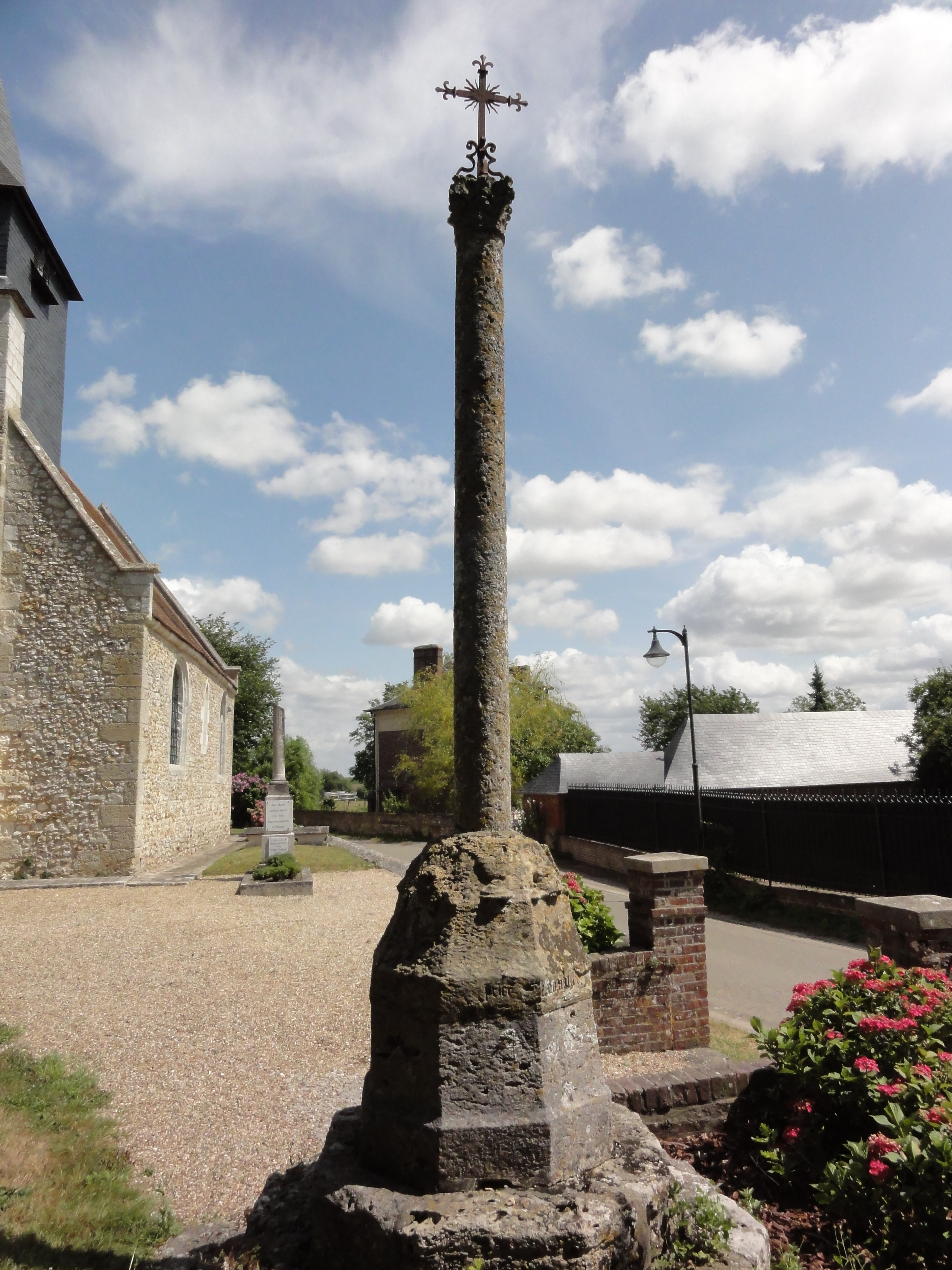
Croix du cimetière.

### Personnalités liées à la commune
- Claude Merrien, entraineur national de l'équipe de France junior de saut d'obstacle.